# Islas Pickersgill

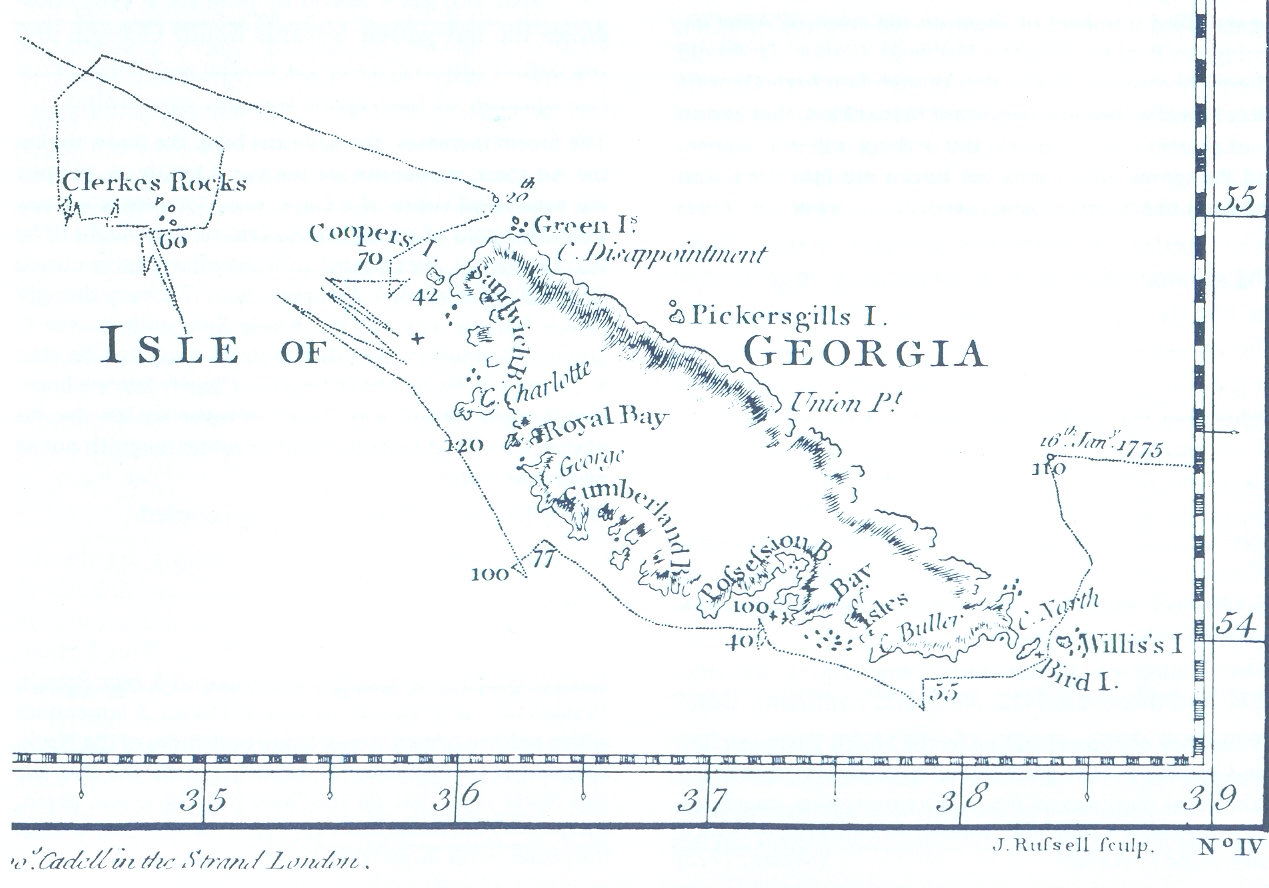
Las Islas Pickersgill pueden verse en un mapa trazado por James Cook.

Las Islas Pickersgill (54°37′S 36°45′O / -54.617, -36.750) forman un pequeño archipiélago al oeste de la isla principal de las Georgias del Sur. Se encuentran a 24 kilómetros al sureste de la Isla Annenkov y 14 kilómetros al oeste-suroeste de la costa sur de las Georgias del Sur.
En la isla más occidental de este grupo insular está uno de los puntos que determinan las líneas de base de la República Argentina, a partir de las cuales se miden los espacios marítimos que rodean al archipiélago.
Como parte del Territorio Británico de Ultramar de las Islas Georgias del Sur e Islas Sandwich del Sur, la isla se encuentra en posesión del Reino Unido, pero es reclamada por la República Argentina como parte integral del Departamento Islas del Atlántico Sur de la Provincia de Tierra del Fuego, Antártida e Islas del Atlántico Sur.

## Historia del nombre
La Isla Annenkov fue descubierta en enero de 1775 por una expedición británica al mando del capitán James Cook, quien la llamó «Isla Pickersgill» en honor el teniente Richard Pickersgill que se encontraba en la expedición.
Fue en una expedición rusa de 1819 bajo el mando de Fabian Gottlieb von Bellingshausen, quién creyó haber descubierto la isla por primera vez, nombrándola «Isla Annenkov», en honor al teniente Mikhail Annenkov, oficial de dicha expedición.
Las islas Pickersgill, mientras tanto, fueron descubiertas en 1819 por otra expedición rusa bajo el mando de Bellingshausen, quien llamó a la más grande de estas islas «Isla Pickersgill», creyendo equivocadamente que se traba de la isla divisada por Cook. El nombre «Pickersgill» fue cambiado por Annenkov, en este archipiélago que se encuentra 24 kilómetros al sur de la isla grande. 
El nombre de «Islas Pickersgill» ha sido establecido oficialmente para estas islas, mientras que la isla originalmente descubierta por Cook es llamada «Isla Annenkov» desde 1819.